# Viêm mô tế bào
Viêm mô tế bào là một nhiễm trùng do vi khuẩn liên quan đến các lớp bên trong của da. Nó đặc biệt ảnh hưởng đến lớp hạ bì và chất béo dưới da. Dấu hiệu và triệu chứng bao gồm một vùng da bị đỏ và tăng kích thước trong một vài ngày. Viền của vùng đỏ thường không sắc và da có thể sưng lên. Mặc dù màu đỏ của da bị sưng thường chuyển sang màu trắng khi bị ấn vào, điều này không phải lúc nào cũng đúng. Khu vực bị nhiễm trùng thường gây đau. Các mạch bạch huyết thỉnh thoảng cũng có liên quan, và người bệnh có thể bị sốt và cảm thấy mệt mỏi.
Chân và mặt là những vị trí mắc bệnh phổ biến nhất, mặc dù viêm mô tế bào có thể xảy ra ở bất kỳ phần nào của cơ thể. Chân thường bị viêm nhiễm sau khi bị rách da. Các yếu tố nguy cơ khác bao gồm béo phì, phù chân, và tuổi già. Đối với nhiễm trùng trên mặt, ít khi việc viêm nhiễm xảy ra do một sự cố làm rách da mặt trước đó. Các vi khuẩn liên quan thường gặp là streptococcus và Staphylococcus aureus. Trái ngược với viêm tế bào, erysipelas là một nhiễm trùng do vi khuẩn liên quan đến các lớp da trên bề mặt, có màu đỏ với các cạnh được xác định rõ ràng, và thường có sốt. Chẩn đoán thường dựa trên các dấu hiệu và triệu chứng hiện tại, không dùng cách nuôi cấy tế bào. Trước khi chẩn đoán, các nhiễm trùng nghiêm trọng hơn như nhiễm trùng xương hoặc viêm mô hoại tử cần phải loại trừ.
Điều trị thường dùng thuốc uống kháng sinh như cephalexin, amoxicillin, hoặc cloxacillin. Đối với các bệnh nhân dị ứng với penicillin, có thể dùng erythromycin hoặc clindamycin. Nếu gặp chứng kháng methicillin S. aureus (MRSA), cần dùng doxycycline hoặc trimethoprim/sulfamethoxazole. Cần thận trọng khi có mủ ở các viêm nhiễm MRSA trước đó. Dùng thuốc giảm đau có thể hỗ trợ việc điều trị.
Các biến chứng thường bao gồm việc tạo thành áp-xe. Khoảng 95% số người được điều trị có kết quả tốt sau 7 đến 10 ngày. Viêm mô tế bào ảnh hưởng đến 21,2 triệu người vào năm 2015. Tại Hoa Kỳ khoảng 2 trong số 1000 người mỗi năm bị chứng bệnh này ở phần dưới của chân. Trong năm 2015 bệnh này đã gây ra 16,900 ca tử vong trên toàn cầu.Ở Anh, viêm mô tế bào là lý do của 1,6% ca nhập viện.